# Кулиев, Мамед Аллахверди оглы
Мамед Аллахверди оглы Кулиев (азерб. Məmməd Allahverdi oğlu Quliyev; 15 март 1914, Нахичевань – 11 сентябрь 2001, Нахичевань) — азербайджанский актер театра, Народный артист Азербайджанской ССР (1974 год).

## Биография
Маммед Кулиев родился 15 марта 1914 года в Нахичевани.  Когда Маммед учился в старших классах Самед Мовлеви пригласил его в театр. Он в основном играл в опере и оперетте, выступал в эпизодических ролях. После окончания средней школы он приехал в Баку и поступил в Музыкальное училище имени Асафа Зейналлы. После получения диплома некоторое время работал в Театре Оперы и Балета. Здесь он исполнял второстепенные партии..
В 1943 году Маммед Кулиев вернулся в Нахичевань и был принят в труппу Нахичеванского Драматического Музыкального Театра.
Маммед Кулиев скончался 11 сентября 2001 года в Нахичевани.

## Звания и награды
- Почетное звание "Заслуженный артист Азербайджанской ССР"  —  21 июня 1965[2].
- Почетное звание "Народный артист Азербайджанской ССР" — 1 июня 1974[3].

## Театральные роли
| Пьеса             | Автор                     | Роль             |
| ----------------- | ------------------------- | ---------------- |
| Шейх Санан        | Гусейн Джавид             | Дервиш           |
| Сиявуш            | Гусейн Джавид             | Рюстем Зал       |
| Шейда             | Гусейн Джавид             | Мюллер           |
| Айдын             | Джафар Джаббарлы          | Пиргулу          |
| Преданная Сария   | Джафар Джаббарлы          | Хамза            |
| Яшар              | Джафар Джаббарлы          | Белокуров        |
| Вагиф             | Самед Вургун              | Ибрагимхан       |
| Пери джаду        | Абдуррагим-бек Хаквердиев | Гурбан           |
| Безумная толпа    | Джалил Мамедкулизаде      | Наиб-ага         |
| Любовь и месть    | Сулейман Сани             | Алимардан        |
| Я к вам пришел    | Анар                      | Мирза Джалил     |
| Севильская звезда | Лопе де Вега              | Король           |
| Гачаг Неби        | Сулейман Рустам           | Начальник        |
| Поэма о комсомоле | Искендер Джошгун          | Герай-бек        |
| Глазной врач      | Ислам Сафарли             | Шахбазов         |
| Катыр Маммед      | Зейнал Халил              | Пристав          |
| Атака             | Борис Лавренёв            | Кодун            |
| Соотечественники  | Алтай Мамедов             | Балвазов         |
| Мехсети           | Кямаля Агаева             | Правитель Гянджи |
| Свадьба           | Сабит Рахман              | Салманов         |
| Родина            | Абдулла Шаиг              | Шахмар           |

Роли в операх и опереттах
| Опера           | Автор            | Роль                   |
| --------------- | ---------------- | ---------------------- |
| Лейли и Меджнун | Гаджибеков       | отец Нофела и Меджнуна |
| Асли и Керем    | Узеир Гаджибеков | Кешиш                  |
| Мешади Ибад     | Узеир Гаджибеков | Сервер                 |
| Аршин мал алан  | Узеир Гаджибеков | Аскер                  |

Роли в музыкальных комедиях
| Муз.комедия          | Автор               | Роль |
| -------------------- | ------------------- | ---- |
| Пятиманатная невеста | Мамед Саид Ордубади | Гияс |